# Megadolodus
Megadolodus is een geslacht van uitgestorven hoefdieren uit de Proterotheriidae van de Litopterna. Dit dier leefde tijdens het Mioceen in Zuid-Amerika. Het geslacht omvat als enige soort M. molariformis. 

## Fossiele vondsten
Fossielen van Megadolodus zijn gevonden in de Villavieja-formatie in Colombia. De vondsten dateren van 13,5 tot 11,5 miljoen jaar geleden. Het holotype is een kaakfragment met enkele tanden. Lang werd gedacht dat Megadolodus een late overlever was van de Didolodontidae, een familie van primitieve hoefdieren die in het Laat-Eoceen uitstierven, ongeveer 25 miljoen jaar voor Megadolodus. Men baseerde zich hierbij op het gebit. Nieuwe vondsten in de jaren tachtig van de twintigste eeuw, onder meer van delen van de poten, toonden aan dat Megadolodus tot de Proterotheriidae behoort.

## Kenmerken
Megadolodus had met een kopromplengte van een meter en een gewicht van veertig tot zestig kilogram het formaat van een wild zwijn. De gebit past bij een omnivoor of frugivoor. De bouw van de voeten lijkt op die van een tapir, terwijl de bouw van de poten overeenkomt met die van varkens en pekari's. Megadolodus was een drietenig dier. De tweede en vierde teen waren sterk gereduceerd, terwijl de eerste en vijfde teen niet meer aanwezig waren. Het gewicht rustte hierdoor op de derde teen, die voorzien was van een sterke hoef.